# 경제잇수다
《경제잇수다》는 아하경제TV에서 제작하는 대한민국의 팟캐스트다. 다양한 경제 이슈들을 여성들의 시각에서 바라보고 수다를 통해 풀어내는 대국민 경제토크쇼로 동국대 경제학과 민세진 교수와 정소영 성우, 아나운서 이서유가 진행을 맡았다.

## 고정 출연진
- 민세진 동국대학교 경제학과 교수
- 정소영 MBC 11기 성우
- 이서유 아나운서

## 에피소드 목록

### 시즌 1
| 전체 번호 | 시즌 번호 | 제목                             | 본 방송 날짜    |
| --------- | --------- | -------------------------------- | --------------- |
| 1         | 1         | "보험, 홈쇼핑으로 가입했더니..." | 2013년 2월 4일  |
| 2         | 2         | "대학 안보내면 목동에 아파트가?" | 2013년 2월 5일  |
| 3         | 3         | "결혼이 사치인 이유"             | 2013년 2월 7일  |
| 4         | 4         | "하우스푸어? 그냥 월세 살아!"    | 2013년 2월 13일 |
| 5         | 5         | "세금을 꼭 더 내야해?"           | 2013년 2월 22일 |
| 6         | 6         | "눈치보지 않고 육아휴직 쓰기"    | 2013년 2월 28일 |
| 7         | 7         | "기부의 가치"                    | 2013년 3월 7일  |
| 8         | 8         | "기부의 가치"                    | 2013년 3월 7일  |
| 9         | 9         | "재래시장, 마트 핑계 대지마!"    | 2013년 3월 14일 |
| 10        | 10        | "체크카드가 정답이다"            | 2013년 3월 22일 |

### 시즌 2
| 전체 번호 | 시즌 번호 | 제목                             | 본 방송 날짜     |
| --------- | --------- | -------------------------------- | ---------------- |
| 11        | 1         | "수퍼우먼시대"                   | 2013년 5월 24일  |
| 12        | 2         | "아름다운 구속, 경조사비"        | 2013년 12월 23일 |
| 13        | 3         | "믿고싶다! 국민연금"             | 2013년 12월 31일 |
| 14        | 4         | "병행수입이 짝퉁?"               | 2014년 1월 8일   |
| 15        | 5         | "나는 중산층이다"                | 2014년 1월 13일  |
| 16        | 6         | "이혼, 생존의 경제학"            | 2014년 1월 20일  |
| 17        | 7         | "월컴투 갑갑월드"                | 2014년 1월 27일  |
| 18        | 8         | "초저금리 시대, 재테크의 딜레마" | 2014년 2월 7일   |
| 19        | 9         | "블랙아웃이 내탓이야?"           | 2014년 2월 10일  |
| 20        | 10        | "행복하게 죽는 법"               | 2014년 3월 3일   |